# Molho à bolonhesa

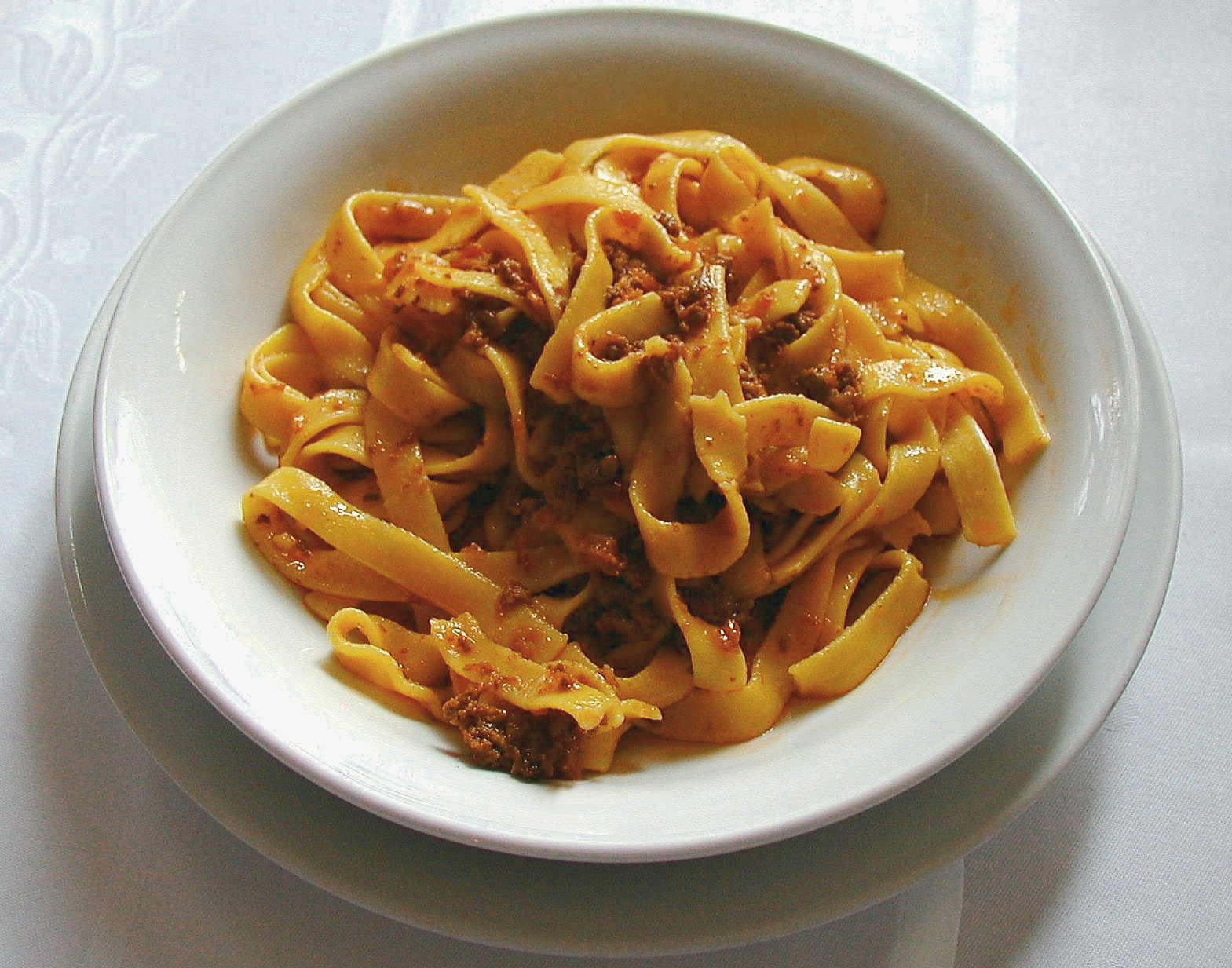

Molho à bolonhesa (ragù bolognese [raˈɡu boloɲˈɲeːze] em italiano) é um molho feito com carne bovina moída, tomate e outros adicionais, tradicionalmente preparado para acompanhar tagliatelle fresco (tagliatelle al ragù) ou lasanha.
A receita original italiana, da cidade de Bolonha, determina que o molho à bolonhesa é um molho à base de carne, ao qual são adicionados cenouras, cebola, salsão (aipo) e uma pequena quantidade de tomate ou concentrado. Em muitos países fora da Itália, o nome “molho à bolonhesa” é usado, porém, em referência a um molho à base de molho de tomate, que tem portanto menos semelhança com o molho à bolonhesa original do que com o chamado “molho napolitano”, típico do sul da Itália, região produtora de tomates).
Lasanhas à bolonhesa ou macarrão à bolonhesa (na Itália, usa-se com massas chatas, como tagliatelle e talharim, e não com massas cilíndricas como espaguete) são hoje receitas populares em toda a Itália, especialmente no inverno.